# Monastère de Drigung Til
Le monastère de Drikung Thil (de son nom complet Drikung Thil Ogmin Jangchubling) est un monastère de l'école kagyu du bouddhisme tibétain situé dans le district de Medro Gungkar dans la préfecture de Lhassa, dans la région autonome du Tibet.
Il est inscrit sur la quatrième liste des Sites historiques et culturels majeurs protégés de la région autonome du Tibet depuis le 22 mai 2007, sous le numéro de catalogue 4-25.
Il est particulièrement connu pour être un lieu de funérailles célestes. Il est le monastère principal de la tradition Drikung Kagyu. La tradition Drigung Kagyu est également préservée au Jangchubling Drikung Kargyu Institute à Dehra Dun, l'Uttar Pradesh en Inde, fondé en 1985 et un peu partout dans le monde, grâce à la création de divers centres.
Le monastère est situé à environ 150 kilomètres dans une vallée à l'est de Lhassa. Il a été fondé en 1179 par Drigung Kyobpa Jigten-gonpo-rinchen pal, considéré comme une émanation de Nāgārjuna. Le fondateur du monastère fut un grand maître de la lignée des Kagyupa et fondateur de la branche des Drikung. Il a plusieurs noms : Jigten Sumgön (en), Ratna Shri (en sanscrit) et Rinchen Pal en tibétain.

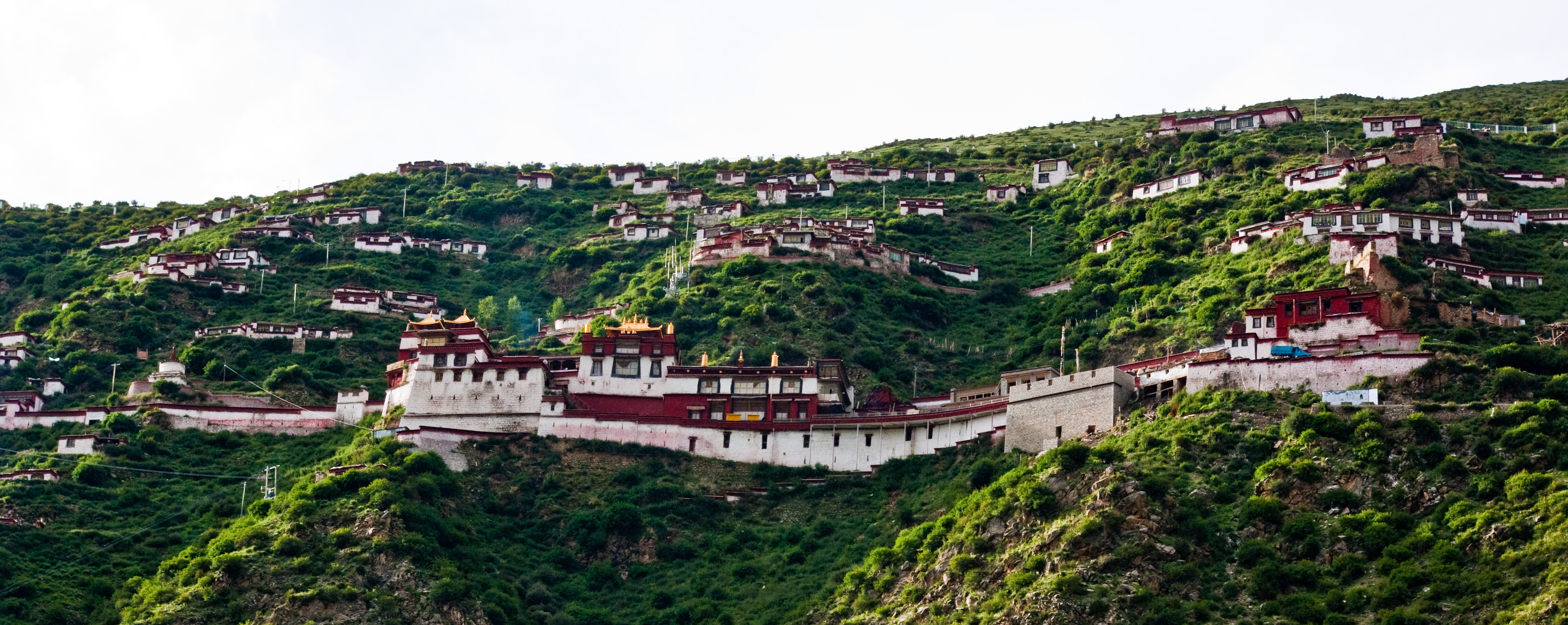
Vue d'ensemble du monastère

Après avoir été détruit en 1959 et lors de la révolution culturelle, le monastère a vu sa reconstruction débuter en 1980.

## Articles connexes

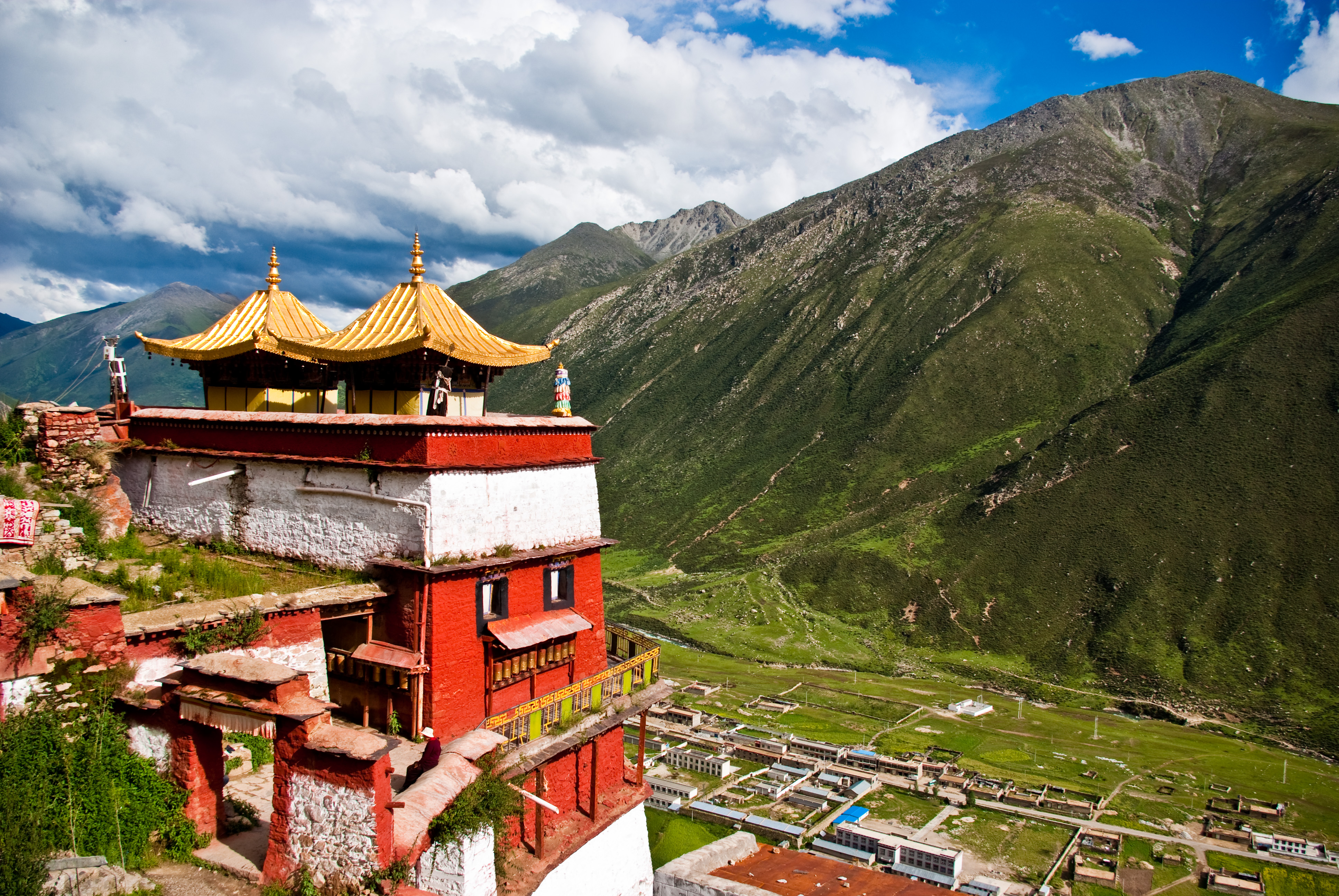
Le monastère de Drikung Thil